# Vognje Polje
Vognje Polje (nemško Bogenfeld) je naselje Statutarnega mesta Beljak na Koroškem v Avstriji.